# 重庆市革命委员会
重庆市革命委员会，简称重庆市革委会，是文化大革命期间重庆市最高国家权力机关。

## 历史
1968年5月16日，根据《中共中央关于重庆问题的意见》，建立重庆市革命委员会筹备小组，组长蓝亦农，副组长白斌。1968年5月29日，四川省革命委员会筹备小组和成都军区党委联合发文，同意成立重庆市革命委员会。1968年6月2日，重庆市革命委员会成立，是党政合一的临时权力机构。
1968年12月，经四川省革委会党的核心小组、成都军区党委批准，成立“重庆市革命委员会党的核心小组”，组长何云峰，副组长顾永武（十三军副军长、军党委常委）、鲁大东。1969年10月22日，“重庆市革命委员会党的核心小组”经批准，由何云峰（已升任十三军党委书记、政委）任组长，顾永武、鲁大东任副组长。

## 领导
主任：蓝亦农（1968年6月-1968年12月）、段思英（1968年12月-1969年）、何云峰（1969年-1973年12月）、鲁大东（1973年12月-1978年）、钱敏（1978年5月-1978年8月）、丁长河（1978年-1980年3月）
副主任：
- 白斌（1968年6月-1968年12月）
- 何云峰
- 张英才
- 黄廉
- 袁金梁：一○二钢厂工人，八一五派革联会常委副班长，中共党员
- 李木森
- 熊代富：重庆大学冶金系六九级学生，重大八一五战斗团负责人，共青团员

## 参看
- 革命委员会